# Shadow Dancing (álbum)
Shadow Dancing é o segundo álbum do cantor inglês Andy Gibb, irmão mais novo dos Bee Gees, lançado em 1978. Deu continuidade ao grande sucesso que vinha obtendo desde o ano anterior, com a música "I Just Want to Be Your Everything", lançando mais alguns hits que trouxeram bastante êxito para a carreira de Andy, como o carro-chefe Shadow Dancing e (Our Love) Don't Throw It All Away, muito executadas nas rádios, além de An Everlasting Love.
| Críticas profissionais                                                      | Críticas profissionais |
| Avaliações da crítica                                                       | Avaliações da crítica  |
| Fonte                                                                       | Avaliação              |
| --------------------------------------------------------------------------- | ---------------------- |
| allmusic                                                                    | [ 1 ]                  |
| Esta tabela precisa de ser acompanhada por texto em prosa. Consulte o guia. |                        |

## Faixas
1. "Shadow Dancing" (Barry Gibb, Robin Gibb, Maurice Gibb, Andy Gibb) 4:34
2. "Why" (Andy Gibb, Barry Gibb) - 4:31
3. "Fool for a Night" (Andy Gibb) - 3:20
4. "An Everlasting Love" (Barry Gibb) - 4:06
5. "(Our Love) Don't Throw It All Away" (Barry Gibb, Blue Weaver) - 4:07
6. "One More Look at the Night" (Andy Gibb) - 3:45
7. "Melody" (Andy Gibb) - 4:00
8. "I Go for You"  (Andy Gibb) - 4:19
9. "Good Feeling"  (Andy Gibb) - 3:48
10. "Waiting for You" (Andy Gibb) - 4:13